# ARC Gloria
El ARC Gloria es el buque escuela perteneciente a la Armada de Colombia y el buque insignia en cual los cadetes de la Escuela Naval de Cadetes Almirante Padilla realizan sus viajes de práctica. El Buque Escuela ARC Gloria es también designado como el Embajador flotante de Colombia en los mares del mundo. Fue construido en España en 1968 y es el más antiguo de los cuatro veleros hermanos construidos por el mismo astillero, aparejados a bricbarca:
- ARBV Simón Bolívar de Venezuela
- BAE Guayas de Ecuador
- ARM Cuauhtémoc de México
- ARC Gloria de Colombia

## Historia
El buque fue autorizado en enero de 1966 según el decreto n.º 111, mientras era comandante de la Armada el Vicealmirante Orlando Lemaitre Torres, según el cual, el gobierno de Colombia dio autorización a la Armada Nacional para adquirir un velero tipo bergantín-barca, de tres mástiles, para destinarlo a buque escuela.
A pesar de la necesidad del mismo, la compra se iba posponiendo hasta que el ministro de Defensa y general Gabriel Rebéiz Pizarro, en una reunión social, dio su apoyo al proyecto y en una servilleta escribió:Vale por un Velero.
El contrato formal fue firmado el 6 de octubre de 1966 con los Astilleros bilbaínos Celaya S.A., tras lo cual comenzaron las obras de ejecución del buque en abril de 1967. Para supervisar la construcción, se designó al capitán de fragata Benjamín Alzate Reyes, y el 2 de diciembre del mismo año se procedió a botar al agua al buque en la Ría del Nervión, ceremonia a la que asistió Gloria Zawadsky, viuda de Rebeiz Pizarro, en cuyo honor el buque fue bautizado como Gloria.
En agosto de 1968 fue asignado un grupo de marinos conformado por oficiales, suboficiales, cadetes y personal civil para trasladarse a Bilbao, con el objeto de participar en la última etapa de construcción y recepción del velero. El 7 de septiembre de 1968 a las 17:30 horas, mientras el buque estaba atracado en el muelle del Canal de Deusto, se llevaron a cabo los actos oficiales para la ceremonia de izado de la bandera de Colombia en el buque, tras lo cual se procedió a tareas de instrucción de la nueva tripulación y a las pruebas de mar del velero a cargo del Primer Capitán Benjamín Alzate Reyes. Finalmente, el 9 de octubre de 1968 zarpó a su primer viaje, desde el puerto de Ferrol (La Coruña), con rumbo al puerto colombiano de Cartagena de Indias, donde arribó el 11 de noviembre de 1968.

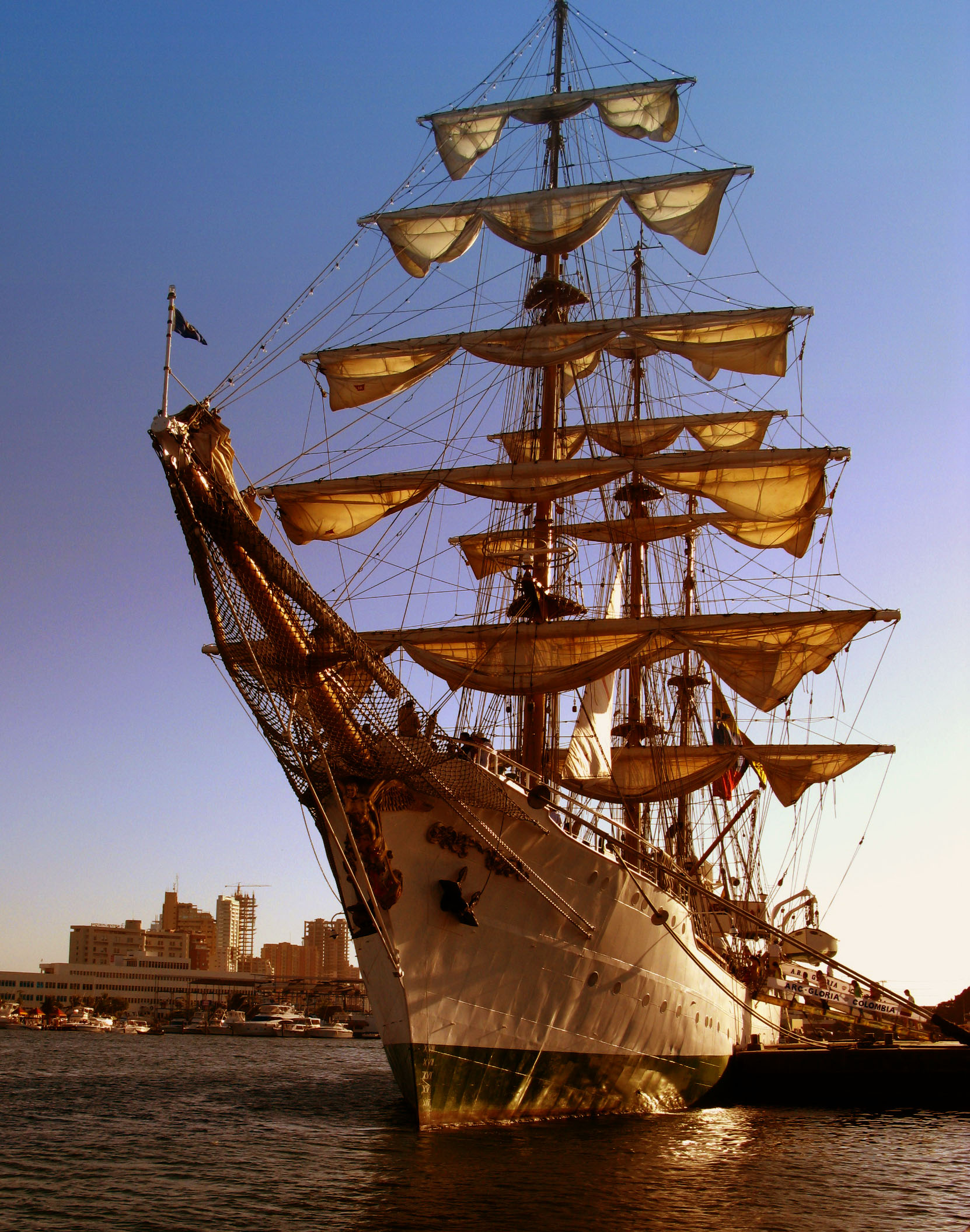
Vista frontal ARC Gloria.
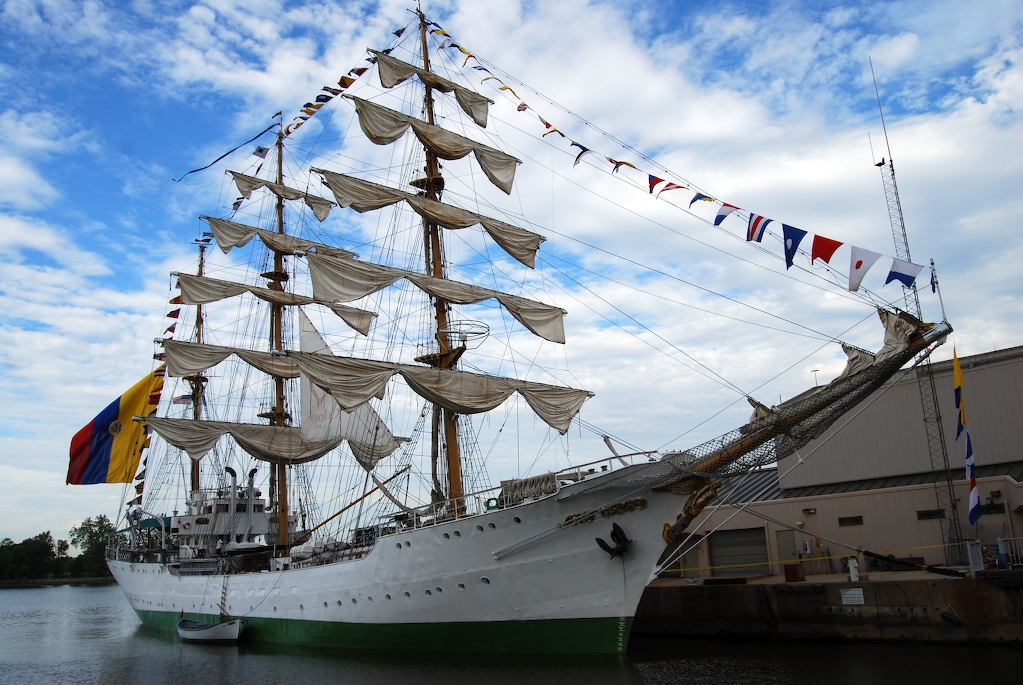
El buque escuela ARC Gloria, insignia de Colombia.
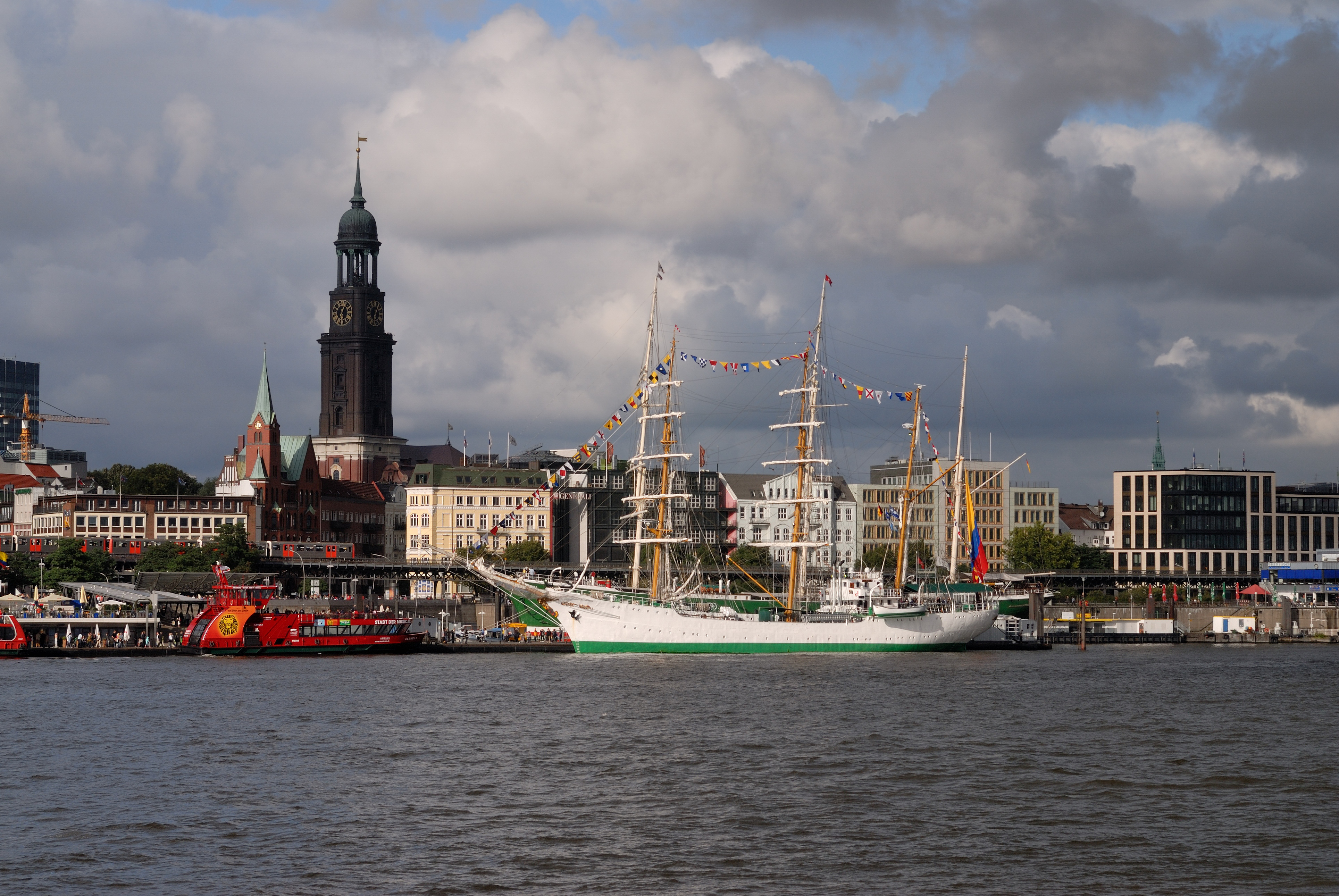
ARC Gloria en Hamburgo, Alemania (2011).

## Comandantes del Buque EscuelaARC Gloria
Los siguientes han sido los comandantes del buque escuela ARC Gloria:
- 1968-1970: Capitán de Navío Benjamín Álzate Reyes
- 1971: Capitán de Navío Jaime Torres Villareal
- 1972: Capitán de Navío Guillermo Uribe Peláez
- 1973: Capitán de Navío Hernando Camacho Landinez
- 1974: Capitán de Navío Humberto Cubillos Ortiz
- 1975: Capitán de Fragata Gerardo Polanía Vivas
- 1976: Capitán de Navío Rafael Martínez Reyes
- 1977: Capitán de Navío Luis Carlos Jaramillo Peña
- 1978: Capitán de Navío Jorge González Echeverry
- 1979: Capitán de Navío Alberto Sandoval Solano
- 1980: Capitán de Navío Gustavo Ángel Mejía
- 1981-1982: Capitán de Navío José Antonio Villamizar Hernández
- 1983: Capitán de Navío Álvaro Campos Castañeda
- 1984: Capitán de Fragata Rafael Díaz Russi
- 1985: Capitán de Fragata Germán Castro Maldonado
- 1986: Capitán de Navío Jaime Sánchez Rodríguez
- 1987: Capitán de Fragata Ricardo Alberto Rosero Erazo
- 1988: Capitán de Navío José Ignacio Rozo Carvajal
- 1989: Capitán de Navío Guillermo Bonilla Amaya
- 1990: Capitán de Fragata Gabriel Velásquez Calderón
- 1991-1992: Capitán de Navío Mauricio Alfonso Soto Gómez
- 1993: Capitán de Navío Hernando Ovalle Veloza
- 1994: Capitán de Navío Eduardo Antonio Otero Erazo
- 1995: Capitán de Navío Rafael Ospina Tovar
- 1996-1997: Capitán de Navío David René Moreno Moreno
- 1998: Capitán de Navío Alberto Rojas Torres
- 1999: Capitán de Navío Jairo Antonio Sánchez Sáenz
- 2000: Capitán de Navío Amaury Peniche Jiménez
- 2001: Capitán de Navío Jairo Javier Peña Gómez
- 2002-2003: Capitán de Navío Jesús Alberto Bejarano Marín
- 2004: Capitán de Navío Henry Jhon Blain Garzón
- 2005: Capitán de Navío Jaime Eduardo Morales Núñez
- 2006: Capitán de Navío Hernán Mauricio Ospina Herrera
- 2007: Capitán de Navío Ernesto Durán González
- 2008: Capitán de Navío José Manuel Sierra González
- 2009: Capitán de Navío Luis Jorge Tovar Neira
- 2010: Capitán de Navío Guillermo Laverde Rendón
- 2011: Capitán de Navío Gabriel Alfonso Pérez Garcés
- 2012: Capitán de Navío José Guillermo Rodríguez Ceballos
- 2013: Capitán de Navío Miguel Ángel Cifuentes Montealegre
- 2014: Capitán de Navío Walter Asdrúbal Villegas González
- 2015: Capitán de Navío Reynaldo Espinosa Heidmann
- 2016: Capitán de Navío Carlos Mauricio Echandía Zuluaga
- 2017: Capitán de Navío Hernando García Gómez
- 2018: Capitán de Navío Camilo Alberto Giraldo Londoño
- 2019: Capitán de Navío Camilo Mauricio Gutiérrez Olano
- 2020: Capitán de Navío Javier Hernando Rubio Barrera
- 2021: Capitán de Navío Jesús Herney González Bohórquez
- 2022: Capitán de Navío Jairo Eligio Orobio Sánchez
- 2023: Capitán de Navío Gustavo Adolfo Gutiérrez Leones
- 2024: Capitán de Navío Cesar Alejandro Iregui Quevedo
- 2025: Capitán de Navío Luis Fernando Lara Cogollo

## Registros
- Millas navegadas: 727 604, 1 Mn
- Total días navegados: 7083 (equivalen a 18,4 años)
- Total puertos visitados: 165 en 60 Países
- Cruce de meridiano 180°: 10 Veces
- Cruce línea del Ecuador: 40 veces
- Cruce del meridiano 0°: 36 veces
- Pierna más larga: 52 días de Ciudad del Cabo (Sudáfrica)–Sídney (Australia)
- Vuelta al Mundo: 1970 – 1997 (2 veces)
- Puerto más al norte: Islas Shetland (Reino Unido)
- Puerto más al sur: Ushuaia (Argentina)
- Puerto más al oriente: Osaka (Japón)

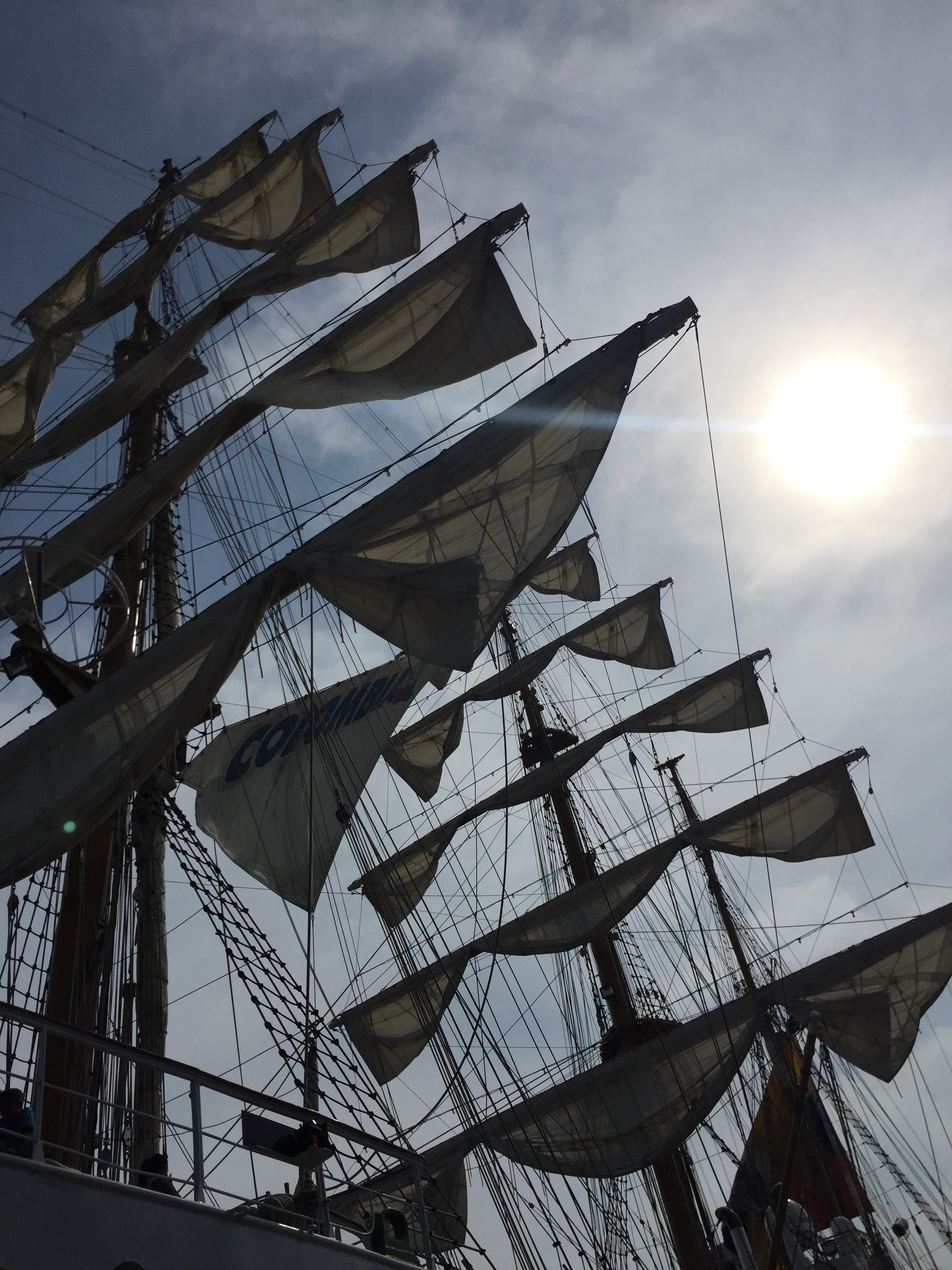
ARC Gloria

- ARC GloriaPuerto más al occidente: Honolulú (Estados Unidos)